# Ланівська сільська рада (Галицький район)
| Ланівська сільська рада — орган місцевого самоврядування у Галицькому районі Івано-Франківської області з адміністративним центром у с. Лани. Утворена 14 червня 1994 року. Сільській раді підпорядковані населені пункти: - с. Лани — населення 645чол.; площа 8,420 кв.км; засн. в 1386 році. |

## Склад ради
Рада складається з 12 депутатів та голови.

### Керівний склад ради
| ПІБ                       | Основні відомості                                                    | Дата обрання | Дата звільнення |
| ------------------------- | -------------------------------------------------------------------- | ------------ | --------------- |
| Лазарчук Галина Дмитрівна | Сільський голова, 1969 року народження, освіта, член народної партії | 26.03.2006   | 31.10.2010      |

Примітка: таблиця складена за даними джерела